# 제이미 레이 뉴먼
제이미 레이 뉴먼(Jaime Ray Newman, 1978년 4월 2일 ~ )은 미국의 배우, 가수이다. 연속극 《제너럴 호스피털》의 크리스티나 카사딘, 드라마 《베로니카 마스》의 민디 오델, 판타지 드라마 《이스트윅》의 캣 가드너, 공상과학 드라마 《유레카》의 테스 폰타나, 스릴러 드라마 《레드 위도우》의 캣 페트로바, 코미디 드라마 《마인드 게임스》의 샘 고든, 범죄 드라마 《위키드 시티》의 앨리슨 로스, 마블의 드라마 《퍼니셔》의 세라 리버먼등 배역에 출연한 것으로 알려져 있다.

## 어린 시절
뉴먼은 마샤 조 (Marsha Jo)와 래피얼 뉴먼의 딸로, 미시간주 파밍턴힐스에서 태어났다. 그녀는 베스 니콜이라는 자매를 두고 있는데, J 브랜드의 세계적인 PR 디렉터이다. 뉴먼은 이스라엘 호로비츠의 희곡 A Rosen by Any Other Name에서 7살의 나이에 연기를 시작했다. 그녀는 디트로이트에서 계속 살았고, 이 지역의 많은 극장에서 연기 활동을 했다. 뉴먼은 디트로이트 힐렐 유대교 통학 학교에서 초등교육을 받았고, 그곳에서 그녀는 8학년때 연극 오클라호마!에서 에도 애니 칸스 역으로 출연했다.
힐렐을 졸업한 후, 미시간주 블룸필드힐스의 사립학교 크랜브룩 스쿨에 다녔고 그녀가 연기 부문 코슨상 (Corson Award)을 수상한 인터로컨 센터 포 디 아츠에서 여름을 보냈다. 크랜브룩에서 고등학교를 다니는 동안에 전 주(州)급 연극 대회인 미시간 전교 범죄과학 협회 대회에서 3년 연속 1위를 차지했다. 뉴먼 16살 때 아폴로 연극 제작사 (Apollo Theatre Productions)를 설립하여, 제작자이자 연출가 역할을 맡았다. 1996년에 크랜브룩을 졸업했다. 그후 뉴먼은 노스웨스턴 대학교로 편입하여 영어와 드라마를 전공하기 이전에 보스턴 대학교의 미대학부 연극학교에 다니며 2년을 보냈다.
노스웨스턴에서는 예술계 여성들을 위한 축제를 만들었다. 그 축제를 통해, 그녀는 파울라 보겔의 퓰리처상 수상 희곡 내가 운전을 배운 방법을 연출하고 연기했다. 시카고에서 사는 동안에 자신만의 재즈 사중곡을 선보이기도 했다. 뉴먼은 2000년 9월 로스엔젤레스로 이주했다. 친척 중에 배우 벤 컬랜드가 있다.

## 경력
뉴먼은 재즈 사중곡을 선보이는 역할을 처음 얻었고, 몇몇 단편 영화에 출연하였다. 그녀는 또한 《드루 캐리 쇼》에 출연하기도 했다. 곧 그녀는 연속극 《제너럴 호스피털》에 크리스키나 카사딘 역을 얻었다. 그러는 한편 그녀는 커버 밴드 스쿨 보이 크러쉬를 만들며 음악 경력을 계속했다. 뉴먼과 스쿨 보이 크러쉬는 캘리포니아 샌타모니카의 버팔로 클럽, 웨스트할리우드의 뭄바, 베벌리힐스의 럭스에 있는 닉스 마티니 라운지, 카페 코디얼에서 정기적으로 공연을 했다. 밴드는 펑크와 소울에서 알엔비와 블루스까지 다양한 음악 장르들을 커버링했다. 가장 최근에 그들은 코닥 극장 인근 하이랜즈에서 열린 ESPN 시상식 파티에서 공연을 했다. 뉴먼은 레오나르도 디카프리오의 상대역으로 스티븐 스필버그의 《캐치 미 이프 유 캔》에 출연하기도 했다.
2003년 1월에 뉴먼은 데이비드 슈위머, 조너선 실버먼, 톰 에버렛 스콧과 함께 로저 컴블의 할리우드 풍자 희곡 《Turnaround》에 출연했다. 2006년 10월에 뉴먼은 비평적으로 호평을 받은 The CW의 드라마 《베로니카 마스》에서 조연으로 8편을 출연했다. 그녀는 또한 《스타게이트 아틀란티스》에서 로라 캐드먼 중위 역으로 팬들의 사랑을 받기도 했다. 스타게이트에서 같이 출연한 배우 마이클 생크스와 함께 그녀는 2006년 크리스마스 텔레비전 영화 《Under the Mistletoe》에 출연했다. 다른 눈에 띄는 게스트 출연 작품들로는 《E-링》, 《히어로즈》, 《슈퍼내추럴》, 《릴레이티드》, 《CSI: 과학수사대》, 《고스트 & 크라임》, 《NCIS》, 《그림 형제》, 《CSI: 뉴욕》, 《캐슬》등이 있다.

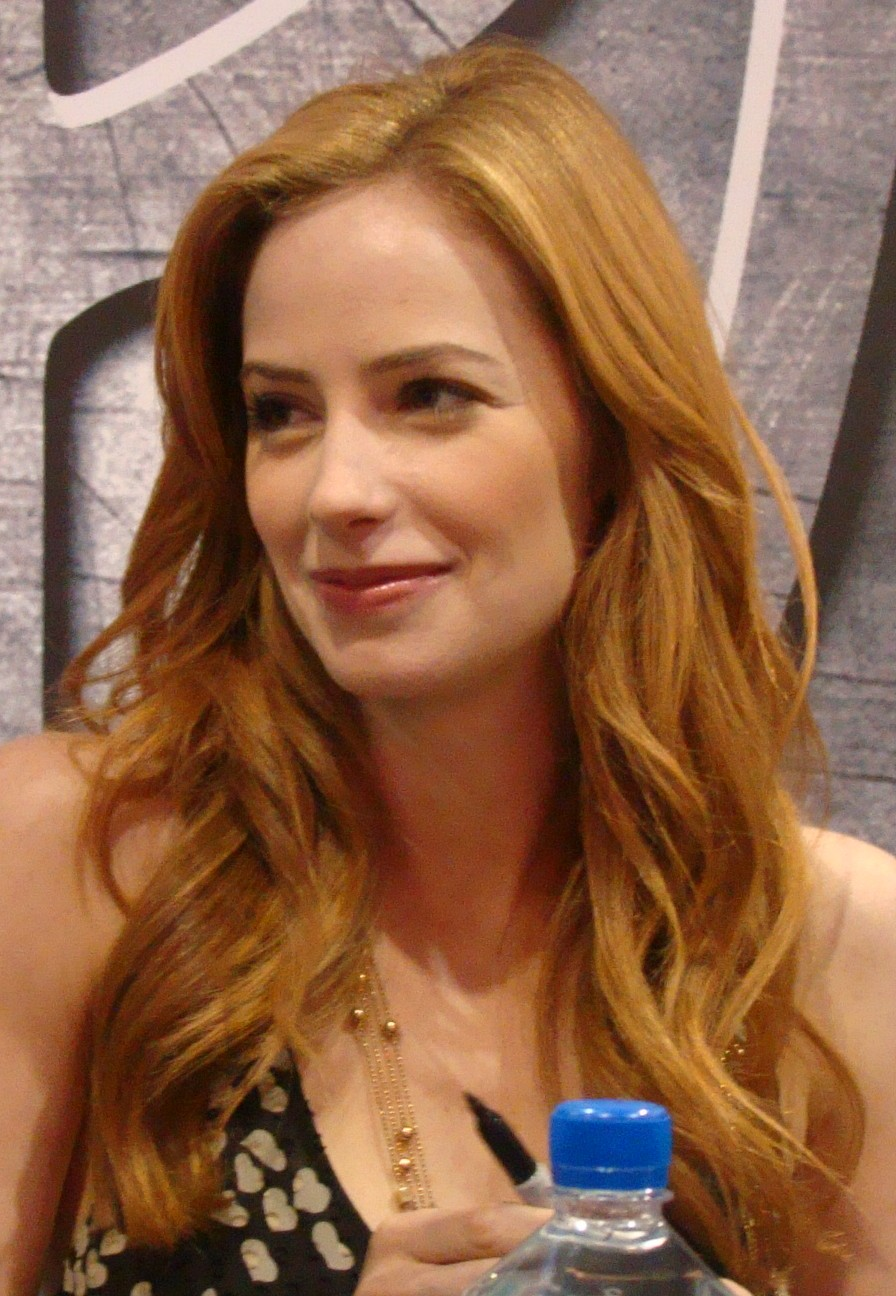
2009년 7월 샌디에고 코믹콘에서의 뉴먼

2007년에 뉴먼은 게펜 극장에서 닐 라뷰트의 희곡 《팻 피그》에 출연했고, 2008년에도 역시 게펜에서 라뷰트의 희곡 《썸 걸(스)》에 출연했다. 다음 해, 그녀는 리베카 로메인, 린지 프라이스, 폴 그로스와 함께 2009년 《이스트윅》 (존 업다이크의 소설 《The Witches of Eastwick》을 배경으로 함)의 드라마 각색작에 출연했고, 간호사이자 자신의 마법 능력을 알아차린 다섯 명의 어머니인 캣 가드너 역을 연기했다. 2010년, 그녀는 《유레카》에서 테스 폰타나 박사, 《체인지 디바》에는 버네사 헤밍스 라는 조연 배역을 가졌다. 2011년 1월에 뉴먼은 뉴욕시 루실 로텔 극장에서 랭던 엘윈 미첼의 《The New York Idea》에 대한 데에비스 오번의 재공연작에서 신시아 카슬레이크 역을 연기했다. 2013년에 그녀는 게펜 극장에서 열린 오스트레일리아 희곡 《The Gift》의 미국 데뷔작에서 제임스 밴더비크, 캐시 베이커. 크리스 멀키의 상대역으로 출연했다.
뉴먼은 ABC의 2013년 중반기 드라마 《레드 위도우》에 라다 미첼과 같이 출연했다. 같은 해에 그녀는 독립 심리 스릴러 영화 《더 레드 로빈》에 출연했다. 2014년 5월, TNT의 코미디 드라마 《프랭클린 & 배쉬》의 한 에피소드에 게스트 출연한다는 것이 알려졌다. 이후, 그녀는 크리스천 슬레이터와 스티브 잔의 상대역으로 ABC의 드라마 《마인드 게임스》에 시즌 정규 배역으로 캐스팅되었다. 2014년 8월, 뉴먼이 아마존 스튜디오스의 드라마 《보슈》에 재출연한다는 것이 알려졌다. 2015년 8월, 그녀는 ABC'의 범죄 드라마 《위키드 시티》에 주연으로 합류했다. 2015년 12월, 뉴먼은 중요한 조연 배역인 쉐리프 로메로 (네스터 카보넬분)의 옛 연인, 리베카 해밀턴 역으로 《베이츠 모텔》의 네 번째 시즌에 합류했다. 그녀는 조시 하트넷과 샬럿 램플링의 상대역으로 레흐 마예프스키의 판타지 영화 《Valley of the Gods》에 출연할 예정이다.
2016년 8월, 그녀는 TNT의 드라마 《메이저 크라임스》의 다섯 번째 시즌에 조연인 윌드레드 다넬 역으로 캐스팅되었다. 다음 해에, 뉴먼은 넷플릭스의 마블 시리즈 드라마 《데어데블》의 캐릭터가 등장하는 스핀오프작 《퍼니셔》에 세라 실버먼이라는 정규 배역으로 출연했다. 그녀는 공상과학 드라마 《더 매지션스》의 세번째 시즌에 아이린 맥알리스테어로 재출연했다. 뉴먼은 브라보의 다크 코미디 드라마 《임포스터스》의 두 번째 시즌에 린다 렝어 역이라는 조연 배역을 얻었다. 그녀는 남편인 가이 나티브가 연출하는 전기식 인종 드라마 영화 《스킨》의 제작을 하고 있다.

## 개인사
뉴먼은 2012년 4월 2일 (그녀의 34번째 생일)에 이스라엘인 출신 작가 및 감독 가이 나티브 (Guy Nattiv)와 텔아비브에서 결혼식을 올렸다. 그녀는 2013년에 첫 아이이자 딸을 낳았다.

## 출연작

### 영화
| 연도 | 제목                           | 배역                | 참고                   |
| ---- | ------------------------------ | ------------------- | ---------------------- |
| 2000 | Full Blast                     | Bo                  |                        |
| 2002 | The Violent Kind               | Amanda              |                        |
| 2002 | Star Quality                   | Katie Swellhead     | 단편 영화              |
| 2002 | 캐치 미 이프 유 캔             | Monica              |                        |
| 2005 | Lonesome Matador               | Emily               | 단편 영화              |
| 2005 | Living 'til the End            | Audrey Gersons      |                        |
| 2005 | 그녀가 모르는 그녀에 관한 소문 | Conference Greeter  |                        |
| 2007 | Raw Footage                    | Rachel Graham       | 단편 영화              |
| 2007 | LA Blues                       | Jack's Ex-Wife      |                        |
| 2007 | 라이브!                        | Anchorwoman         |                        |
| 2007 | 섹스와 아침                    | Betty               |                        |
| 2008 | 남주기 아까운 그녀             | Ariel / Bakery Date |                        |
| 2008 | A Line in the Sand             | Ann Marie           |                        |
| 2009 | 닥터 두리틀: 밀리언 달러 뮤츠  | Emmy                | 목소리 출현            |
| 2009 | 로고라마                       | Radio Dispatch Girl | 단편 영화; 목소리 출현 |
| 2012 | Rubberneck                     | Danielle Jenkins    |                        |
| 2013 | 게임 오브 어쌔신               | Emma                |                        |
| 2013 | 더 레드 로빈스                 | Julie Shellner      |                        |
| 2013 | 타잔                           | Alice Greystoke     | 목소리 출현            |
| 2016 | Heirloom                       | Dr. McKoy           | 단편 영화              |
| 2016 | A Christmas in New York        | Susan Clark         |                        |
| 2018 | Valley of the Gods             | Laura Ecas          | 후반 제작              |
| 2018 | Midnight Climax                | Rose Strauss        | 후반 제작              |
| 2019 | 스킨                           | 빈칸                | 프로듀서 후반 제작     |
| 2019 | 신들의 분노                    |                     |                        |

### 텔레비전
| 연도      | 제목                          | 배역                      | 참고                                      |
| --------- | ----------------------------- | ------------------------- | ----------------------------------------- |
| 2001      | 드루 케리 쇼                  | Tina                      | 에피소드: "The Warsaw Closes"             |
| 2002–2003 | 제너럴 호스피털               | Kristina Cassadine        | 68편                                      |
| 2003      | 해피 패밀리                   | Amanda                    | 에피소드: "The Doghouse"                  |
| 2003      | CSI: 과학수사대               | Julie Waters              | 에피소드: "After the Show"                |
| 2004      | 웨딩 데이즈                   | Teri Landry               | 영화                                      |
| 2005      | McBride: Murder Past Midnight | Emily Harriman            | 영화                                      |
| 2005      | 슈퍼내추럴                    | Amanda Walker             | 에피소드: "Phantom Traveler"              |
| 2005      | 스타게이트 아틀란티스         | Lt. Laura Cadman          | 2편                                       |
| 2006      | Hollis & Rae                  | Hollis Chandler           | 미방영 파일럿                             |
| 2006      | 크로싱 조던                   | Cpt. Gwen Osbourne        | 에피소드: "Code of Ethics"                |
| 2006      | 본즈                          | Stacy Goodyear            | 에피소드: "The Woman in the Car"          |
| 2006      | 고스트 & 크라임               | Angela Saunders / Jade    | 에피소드: "A Changed Man"                 |
| 2006      | 릴레이티드                    | Kylie Stewart             | 2편                                       |
| 2006      | E-링                          | Natalie Hughes            | 4편                                       |
| 2006      | Under the Mistletoe           | Susan Chandler            | 영화                                      |
| 2006–2007 | 베로니카 마스                 | Mindy O'Dell              | 8편                                       |
| 2007      | I'm Paige Wilson              | Paige Wilson              | 영화                                      |
| 2007      | Marlowe                       | Tracy Faye                | 영화                                      |
| 2007      | 크리미널 마인즈               | Lacy Kyle                 | 에피소드: "The Big Game"                  |
| 2007      | 히어로즈                      | 젊은 시절의 빅토리아 프랫 | 에피소드: "Truth & Consequences"          |
| 2008      | 링컨 하이츠                   | Sabrina Gasper            | 4편                                       |
| 2008      | 레버리지                      | Aimee Martin              | 에피소드: "The Two-Horse Job"             |
| 2009      | 닙턱                          | Daphne Pendell            | 2편                                       |
| 2009      | CSI: 과학수사대               | Melinda Carver            | 에피소드: "A Space Oddity"                |
| 2009      | 멘탈                          | Zan Avidan                | 3편                                       |
| 2009–2010 | 이스트윅                      | Kat Gardener              | 13편                                      |
| 2009–2010 | 유레카                        | Tess Fontana              | 12편                                      |
| 2010–2013 | 드롭 데드 디바                | Vanessa Hemmings          | 10편                                      |
| 2010–2011 | 라이프 언익스펙티드           | Julia                     | 2편                                       |
| 2011      | 로얄 페인스                   | Stacey Saxe               | 에피소드: "Astraphobia"                   |
| 2011      | CSI: 뉴욕                     | Claire Taylor             | 2편                                       |
| 2011      | NCIS                          | Lt. Cmdr. Melanie Burke   | 2편                                       |
| 2011–2012 | 그림 형제                     | Angelina Lasser           | 2편                                       |
| 2012      | 캐슬                          | Holly Franklin            | 에피소드: "Til Death Do Us Part"          |
| 2012      | 레드 위도우                   | Kat Petrova               | 8편                                       |
| 2014      | 마인드 게임스                 | Sam Gordon                | 9편                                       |
| 2014      | 프랭클린 & 배쉬               | Cheryl Koch               | 에피소드: "Spirits in the Material World" |
| 2015      | 보슈                          | Laura Kell                | 2편                                       |
| 2015      | 새티스팩션                    | Kate                      | 2편                                       |
| 2015      | 위키드 시티                   | Allison Roth              | 6편                                       |
| 2016      | 베이츠 모텔                   | Rebecca Hamilton          | 7편                                       |
| 2016      | 메이저 크라임스               | Wildred Darnell           | 3편                                       |
| 2017      | 퍼니셔                        | 세라 리버먼               | 9편                                       |
| 2018      | 더 매지션스                   | Irene McAllistair         | 6편                                       |
| 2018      | 임포스터스                    | Linda Langer              | 3편                                       |

## 연극 무대
| 연도 | 제목              | 배역             | 극장                          |
| ---- | ----------------- | ---------------- | ----------------------------- |
| 2007 | 팻 피그           | Jeannie          | 로스앤젤레스 게펜 극장        |
| 2008 | 썸 걸(스)         | Bobbi            | 로스앤젤레스 게펜 극장        |
| 2011 | The New York Idea | Cynthia Karslake | 오프브로드웨이 루실 로텔 극장 |